# Југославија на Европском првенству у атлетици у дворани
СФР Југославија је учествовала на свим Европским првенствима у дворани од првог 1970. у Бечу до двадетпрвог 1990. у Глазгову, после којег се земља распала.
После распада на европским првенствима је од Првенства 1992. у Ђенови учествовало пет засебних репрезентација: Босна и Херцеговина, Хрватска, Македонија, Словенија и СР Југославија. На Првенству 2005. у Мадриду уместо СР Југославије учествовала је Србија и Црна Гора. Од Првенства 2007. у Бирмингему свих шест бивших чланица Југославије су почеле независно да се такмиче на европским првенствима у атлетици у дворани.

## Учествовање на ЕП у дворани
| Европско првенство у дворани | Европско првенство у дворани | Европско првенство у дворани | Европско првенство у дворани | Европско првенство у дворани | Европско првенство у дворани | Европско првенство у дворани | Европско првенство у дворани | Европско првенство у дворани | Европско првенство у дворани | Европско првенство у дворани | Европско првенство у дворани | Европско првенство у дворани | Европско првенство у дворани | Европско првенство у дворани | Европско првенство у дворани |
| Бр.                          | ЕП                           | Домаћин                      | Земља                        | Учесника                     | Муш.                         | Жене                         |                              |                              |                              | Пласман                      | 4.                           | 5.                           | 6.                           | 7.                           | 8                            |
| ---------------------------- | ---------------------------- | ---------------------------- | ---------------------------- | ---------------------------- | ---------------------------- | ---------------------------- | ---------------------------- | ---------------------------- | ---------------------------- | ---------------------------- | ---------------------------- | ---------------------------- | ---------------------------- | ---------------------------- | ---------------------------- |
| 1.                           | 1970                         | Беч                          | Аустрија                     | 7                            | 5                            | 2                            | 0                            | 0                            | 1                            | = 12                         | 0                            | 1                            | 0                            | 1                            | 0                            |
| 2.                           | 1971                         | Софија                       | Бугарска                     | 6                            | 4                            | 2                            | 0                            | 0                            | 0                            | -                            | 0                            | 1                            | 0                            | 0                            | 0                            |
| 3.                           | 1972                         | Гренобл                      | Француска                    | 5                            | 5                            | 0                            | 0                            | 0                            | 0                            | -                            | 1                            | 1                            | 0                            | 0                            | 0                            |
| 4.                           | 1973                         | Ротердам                     | Холандија                    | 5                            | 4                            | 1                            | 1                            | 0                            | 0                            | =9                           | 0                            | 1                            | 0                            | 0                            | 1                            |
| 5.                           | 1974                         | Гетеборг                     | Шведска                      | 2                            | 1                            | 1                            | 2                            | 0                            | 0                            | =5                           | 0                            | 0                            | 0                            | 0                            | 0                            |
| 6.                           | 1975                         | Катовице                     | Пољска                       | 1                            | 1                            | 0                            | 0                            | 1                            | 0                            | =11                          | 0                            | 0                            | 0                            | 0                            | 0                            |
| 7.                           | 1976                         | Минхен                       | Западна Немачка              | 3                            | 2                            | 1                            | 0                            | 1                            | 1                            | =11                          | 0                            | 0                            | 0                            | 0                            | 0                            |
| 8                            | 1977                         | Сан Себастијан               | Шпанија                      | 4                            | 2                            | 2                            | 0                            | 0                            | 1                            | =17                          | 0                            | 1                            | 0                            | 0                            | 1                            |
| 9.                           | 1978                         | Милано                       | Италија                      | 4                            | 4                            | 0                            | 0                            | 0                            | 0                            | -                            | 1                            | 0                            | 0                            | 0                            | 1                            |
| 10.                          | 1979                         | Беч                          | Аустрија                     | 6                            | 3                            | 3                            | 0                            | 0                            | 0                            | -                            | 0                            | 1                            | 1                            | 0                            | 1                            |
| 11.                          | 1980                         | Зинделфинген                 | Западна Немачка              | 6                            | 5                            | 1                            | 1                            | 1                            | 1                            | 6                            | 0                            | 1                            | 0                            | 0                            | 0                            |
| 12.                          | 1981.                        | Гренобл                      | Француска                    | 4                            | 3                            | 1                            | 0                            | 0                            | 1                            | 14                           | 0                            | 0                            | 0                            | 1                            | 0                            |
| 13.                          | 1882                         | Милано                       | Италија                      | 5                            | 5                            | 0                            | 1                            | 0                            | 1                            | 11                           | 1                            | 0                            | 1                            | 0                            | 0                            |
| 14.                          | 1983                         | Будимпешта                   | Мађарска                     | 5                            | 4                            | 1                            | 1                            | 0                            | 1                            | 8                            | 0                            | 1                            | 0                            | 0                            | 1                            |
| 15.                          | 1984.                        | Гетеборг                     | Шведска                      | 4                            | 3                            | 1                            | 0                            | 0                            | 0                            | -                            | 0                            | 2                            | 1                            | 0                            | 0                            |
| 16.                          | 1985                         | Пиреј                        | Грчка                        | 6                            | 3                            | 3                            | 0                            | 0                            | 0                            | -                            | 0                            | 1                            | 0                            | 1                            | 0                            |
| 17.                          | 1986.                        | Мадрид                       | Шпанија                      | 2                            | 1                            | 1                            | 0                            | 0                            | 1                            | =16                          | 0                            | 0                            | 0                            | 0                            | 0                            |
| 18.                          | 1987.                        | Лијевен                      | Француска                    | 8                            | 7                            | 1                            | 0                            | 0                            | 0                            | -                            | 0                            | 0                            | 1                            | 1                            | 0                            |
| 19.                          | 1988.                        | Будимпешта                   | Мађарска                     | 6                            | 4                            | 2                            | 0                            | 0                            | 0                            | -                            | 1                            | 1                            | 0                            | 1                            | 0                            |
| 20.                          | 1989.                        | Хаг                          | Холандија                    | 3                            | 2                            | 1                            | 0                            | 0                            | 0                            | -                            | 1                            | 1                            | 0                            | 0                            | 0                            |
| 21.                          | 1990.                        | Глазгов                      | Велика Британија             | 5                            | 4                            | 1                            | 0                            | 0                            | 1                            | =14                          | 0                            | 0                            | 0                            | 0                            | 0                            |
|                              | Укупно                       |                              |                              |                              |                              |                              | 6                            | 3                            | 9                            |                              | 5                            | 13                           | 4                            | 5                            | 5                            |

## Освајачи медаља
Редослед атлетичара направљен је према годинама освајања.

## Злато (6)
Мушкарци
1. Лучано Сушањ (Кварнер, Ријека) — 400 м 1973.
2. Лучано Сушањ (Кварнер, Ријека) — 800 м 1974.
3. Златко Сарачевић (Слобода, Тузла) — Бацање кугле 1980.
4. Владимир Милић (Црвена звезда, Београд) — Бацње кугле 1982.
5. Драган Здравковић (Морава, Ћуприја) — 3.000 м 1983.
Жене
1. Јелица Павличић (Славонија Осијек) — 400 м 1974.

## Сребро (3)
Мушкарци
1. Јосип Алебић (АСК, Сплит) — 400 м 1975
2. Ненад Стекић (Црвена звезда, Београд) — Скок удаљ
Жене
1. Јелица Павличић (Жељезничар Карловац) — 400 м 1976.

## Бронза (9)
Мушкарци
1. Јоже Међимурец (Партизан, Београд) — 800 м 1970
2. Милован Савић (3. јануар, Пула) — 800 м 1976
3. Иван Иванчић (Партизан, Београд) — Бацање кугле 1980
4. Златко Сарачевић (Слобода, Тузла) — Бацање кугле 1981
5. Јован Лазаревић Партизан, Београд) — Бацање кугле 1982
6. Иван Иванчић (Партизан, Београд) — Бацање кугле 1983
7. Бранко Зорко (Челик, Крижевци) — 3.000 м 1990
Жене
1. Јелица Павличић (Жељезничар Карловац) — 400 м 1976
2. Слободанка Чоловић (Славонија Осијек) — 800 м 1986

## Статистика
Најуспешнији учесник: Лучано Сушањ — 2. златне медаље
Најуспешнија учесница: Јелица Павличић, 1. златна, 1 сребрна и 1 бронзана медаља
Највише учешћа: Милован Савић, Иван Иванчић и Жељко Кнапић по 5 учешћа
Најмлађи учесник: Предраг Мељњак — 18 год, 354 дана, 800 м, 1988
Најмлађа учесница: Бранислава Гак — 15 год, 196 нана, 60 м, 1971
Најстарији учесник: Иван Иванчић — 46 год, 88 дана, бацање кугле, 1984
Најстарија учесница: Биљана Петровић — 29 год. 2 дана, скок увис, 1990